# 샤카홀라 숲
샤카홀라 숲(Shakahola forest)는 케냐 동부 킬리피현에 있는 숲으로 면적은 320헥타르다. 인근에 샤카홀라마을이 있다. 가장 가까운 대도시는 인도양에 접한 말린디다. 샤카홀라 숲에서는 2023년 매켄지 은텡게의 기쁜소식 국제교회에 의한 신도 대규모 아사 사건이 일어났다.